# Di đầu trắng
Di đầu trắng, tên khoa học Lonchura maja, là một loài chim trong họ Estrildidae.